# Мале Туманово
Мале Туманово (рос. Малое Туманово) — присілок в Арзамаському районі Нижньогородської області Російської Федерації.
Населення становить 244 особи. Входить до складу муніципального утворення Большетумановська сільрада.

## Історія
Від 2009 року входить до складу муніципального утворення Большетумановська сільрада.

## Населення
| 1999 | 2002 | 2010 |
| ---- | ---- | ---- |
| 387  | ↘277 | ↘244 |